# Columbimorphae
A Columbimorphae egy olyan, genomelemzéssel felfedezett klád, melybe a galambfélék, a pusztaityúk-alakúak  és a lábasguvatalakúak tartoznak. Már korábbi elemzések is utaltak egy ilyen csoportosításra, de ott a csoportok közötti kapcsolat eltérő volt. Néhány elemzés szerint a pusztai tyúkok és a galambok testvérfajok. Ez volt a hagyományos nézet. Mások inkább a pusztai tyúkokat és a guvatokat tették egy csoportba.
|  | Galambalakúak (galambok)                                                  |
|  |                                                                           |
|  | \| \| Pusztaityúk-alakúak \| \| \| \| \| \| Lábasguvatalakúak \| \| \| \| |
|  |                                                                           |
|  | Pusztaityúk-alakúak                                                       |
|  |                                                                           |
|  | Lábasguvatalakúak                                                         |
|  |                                                                           |

|  | Pusztaityúk-alakúak |
|  |                     |
|  | Lábasguvatalakúak   |
|  |                     |